# Chiquintad
Chiquintad är en ort i Ecuador.   Den ligger i provinsen Azuay, i den södra delen av landet, 290 km söder om huvudstaden Quito. Chiquintad ligger 2 786 meter över havet och antalet invånare är 4 073.
Terrängen runt Chiquintad är bergig. Runt Chiquintad är det mycket tätbefolkat, med 1 632 invånare per kvadratkilometer. Närmaste större samhälle är Cuenca, 9,2 km söder om Chiquintad. Omgivningarna runt Chiquintad är en mosaik av jordbruksmark och naturlig växtlighet.